# Yayoi Urano
Yayoi Urano (jap. 浦野弥生 Urano Yayoi; ur. 30 marca 1969) - japońska zapaśniczka w stylu wolnym. Ośmiokrotna uczestniczka mistrzostw świata. Zdobyła siedem medali, sześć złotych w 1990, 1991, 1993, 1994, 1995 i 1996. Mistrzyni Azji w 1996 roku.